# She Will Be Loved
«She Will Be Loved» — третій сингл з першого студійного альбому Songs about Jane американського поп-рок гурту Maroon 5. У кліпі знімалась відома американська акторка Келлі Престон, дружина Джона Траволти. Реліз відбувся 24 червня 2004. Сингл досяг перших місць в чартах: Irish Singles Chart, Israeli Singles Chart, Australian ARIA Singles Chart і Chilean Singles Chart. У чарті U.S. Billboard Hot 100 досяг 5-ї позиції.
Суть кліпа полягає у тому, що молодий хлопець (грає Адам Левін) закохується у матір (грає Келлі Престон) його дівчини (грає Коррін Керрі). А матір вже давно не кохає свого чоловіка. І вся ця історія розгортається під пісню «She Will Be Loved».
Сингл двічі признаний мультиплатиновим.

## Чарти
| Чарти (2004–2015)                               | Найвища позиція |
| ----------------------------------------------- | --------------- |
| Австралія (ARIA)                                | 1               |
| Австрія (Ö3 Austria Top 75)                     | 27              |
| Бельгія (Ultratop Flanders)                     | 27              |
| Бельгія (Ultratip Wallonia)                     | 1               |
| Канада CHR/Pop Top 30 (Radio & Records)         | 2               |
| СНД (Tophit)                                    | 9               |
| Хорватія (HRT)                                  | 2               |
| Франція (SNEP)                                  | 23              |
| Німеччина (Media Control AG)                    | 25              |
| Греція (IFPI)                                   | 11              |
| Угорщина (Rádiós Top 40)                        | 9               |
| Ірландія (IRMA)                                 | 3               |
| Італія (FIMI)                                   | 3               |
| Мексика Airplay Chart (Billboard International) | 1               |
| Нідерланди (Dutch Top 40)                       | 6               |
| Нідерланди (Mega Single Top 100)                | 25              |
| Нова Зеландія (RIANZ)                           | 18              |
| Польша (Nielsen Music Control)                  | 2               |
| Шотландія (Official Charts Company)             | 2               |
| Південна Корея International Chart (Gaon)       | 46              |
| Швейцарія (Media Control AG)                    | 18              |
| Велика Британія (Official Charts Company)       | 4               |
| США (Billboard Hot 100)                         | 5               |
| США (Adult Contemporary) (Billboard)            | 4               |
| США (Adult Top 40) (Billboard)                  | 1               |
| США (Mainstream Top 40) (Billboard)             | 1               |
| США Rock Digital Songs (Billboard)              | 14              |
| Венесуела Pop/Rock Songs (Record Report)        | 1               |

| Чарт (2004)                       | Найвища позиція |
| --------------------------------- | --------------- |
| Австралія (ARIA)                  | 13              |
| СНД (TopHit)                      | 32              |
| Італія (FIMI)                     | 38              |
| Нідерланди (Dutch Top 40)         | 40              |
| Велика Британія Singles (OCC)     | 55              |
| США Billboard Hot 100             | 35              |
| США Adult Top 40 (Billboard)      | 17              |
| США Mainstream Top 40 (Billboard) | 13              |

| Чарт (2005)                | Найвища позиція |
| -------------------------- | --------------- |
| Угорщина (Rádiós Top 40)   | 94              |
| Румунія (Romanian Top 100) | 32              |
| США Billboard Hot 100      | 61              |

| Чарт (2015)                               | Найвища позиція |
| ----------------------------------------- | --------------- |
| Південна Корея International Chart (Gaon) | 99              |

| Чарт (2000–2009)             | Найвища позиція |
| ---------------------------- | --------------- |
| США Adult Top 40 (Billboard) | 20              |

| Чарт                         | Найвища позиція |
| ---------------------------- | --------------- |
| США Adult Top 40 (Billboard) | 34              |

## Сертифікації
| Регіон | Сертифікація       | Продажі   |
| --- | ------------------ | --------- |
| Австралія (ARIA) | Платиновий         | 70 000^   |
| Канада (Music Canada) | Платиновий         | 80 000*   |
| Данія (IFPI Denmark) | Платиновий         | 90 000    |
| Італія (FIMI) | Платиновий         | 50 000    |
| Мексика (AMPROFON) Pre-loaded | Платиновий+Золотий | 90 000*   |
| Велика Британія (BPI) | 2× Платиновий      | 1 200 000 |
| США (RIAA) | 4× Платиновий      | 4,000,000 |
| Данія (IFPI Denmark) | Золотий            | 15 000^   |
| *продажі, що базуються лише на сертифікаціях · ^відвантаження, що базуються лише на сертифікаціях · продажі+прослуховування, що базуються лише на сертифікаціях · лише прослуховування, що базуються лише на сертифікаціях |                    |           |

## Історія релізу
| Регіон          | Дата           | Формат                 | Лейбл    | Прим.      |
| --------------- | -------------- | ---------------------- | -------- | ---------- |
| США             | 21 червня 2004 | Contemporary hit radio | Octone J | [ 52 ]     |
| Австралія       | 16 серпня 2004 | CD                     | Octone J | [джерело?] |
| Велика Британія | 23 серпня 2004 | CD                     | Octone J | [ 53 ]     |